# Jarov (district de Plzeň-Sud)
Pour les articles homonymes, voir Jarov.
Jarov (en allemand : Jarau, précédemment : Jarow) est une commune du district de Plzeň-Sud, dans la région de Plzeň, en République tchèque. Sa population s'élevait à 213 habitants en 2022.

## Géographie
Jarov se trouve à 7 km au nord-ouest de Nepomuk, à 27 km au sud-sud-est du centre de Plzeň et à 91 km au sud-ouest de Prague.
La commune est limitée par Chocenice au nord, par Měcholupy à l'est, par Prádlo et Žinkovy au sud, et par Letiny à l'ouest.

## Histoire
La première mention écrite de la localité date de 1558.

## Transports
Par la route, Jarov se trouve à 8 km de Nepomuk, à 30 km de Plzeň et à 112 km de Prague.